# Johann Kahler (Theologe)
Johann Kahler, auch Johannes Kahler, Johannis Calerus (* 18. Januar 1649 in Wollmar; † 17. Mai 1729 in Pyrmont) war ein deutscher Mathematiker und lutherischer Theologe und Universitätsprofessor in Rinteln.

## Leben
Johann Kahler wurde als Sohn des auch als Gerichtsschöffe fungierenden Landwirts Johann Hermann Kahler (* 1611 in Wollmar; † 1704 ebd.) und dessen Frau Catharina Johanna Wacker (* Münchhausen) geboren. Er besuchte zunächst die dortige Dorfschule, bekam zusätzlichen Privatunterricht in Fronhausen und besuchte schließlich die Lateinschulen in Battenberg und Münchhausen.
Ab etwa 1660 besuchte er das Pädagogium Marburg und ab 1664 die Universität Marburg. Seine prägenden Lehrer wurden hier Abraham Boots (* 27. September 1628 in Bremen; † 11. Oktober 1673 in Marburg) in Metaphysik, Johannes Magirus (* 27. November 1615 in Frankfurt/Oder; † 11. Februar 1697 in Marburg) in Mathematik, Cyriakus Lentulus (auch Lentz; * 1609 in Elbingen/Preußen; † 27. September 1678 in Marburg) in Poetik, griechischer Sprache, sowie Kirchengeschichte und von Johann Engelhard Steuber der Ältere (* 11. Juni 1618 in Gießen; † 26. Februar 1683 in Marburg) erhielt er sein theologisches Rüstzeug. 
Im April 1668 wechselte er an die Universität Gießen, wo Kilian Rudrauff (* 17. Juli 1627 in Schotten; † 15. September 1690 in Gießen) in Logik und Metaphysik, Peter Haberkorn in Theologie, Philipp Ludwig Hanneken in Rhetorik und hebräischer Sprache, sowie Michael Siricus (* 2. Dezember 1628 in Lübeck; † 24. August 1685 in Güstrow) und Johann Nikolaus Misler in Theologie und hebräischer Sprache zu seinen Lehrern zählten. Am 29. Juni 1670 erwarb er in Gießen den akademischen Grad eines Magisters der Philosophie und lehrte danach als Privatdozent. 

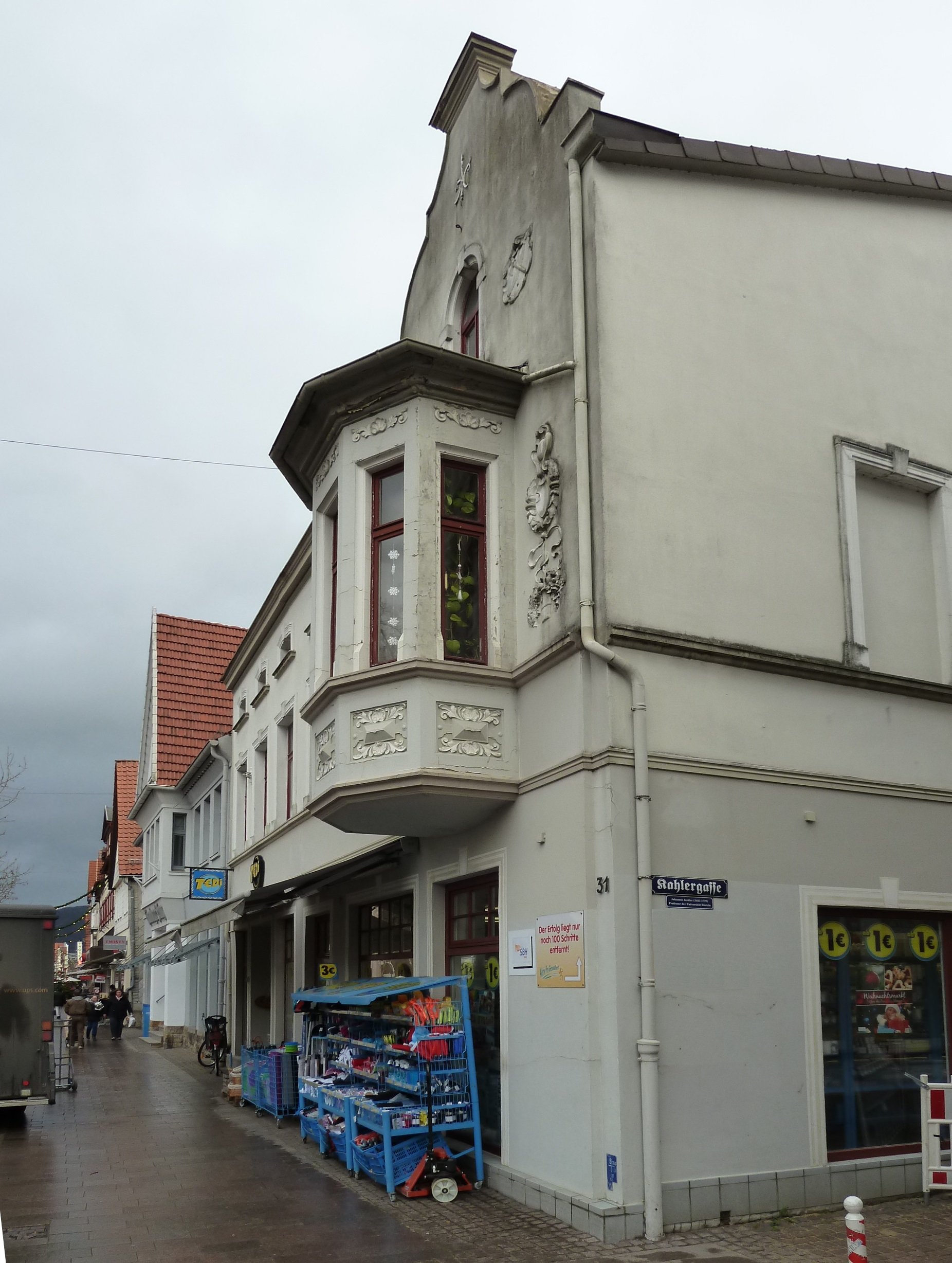
Haus Klosterstraße Nr. 31 und Kahlergasse

Als akademischer Tutor beaufsichtigte er einen jungen Grafen Görz und vier schwedische Edelleute und hielt philosophische Vorlesungen. In diesen vertrat er als einer der Ersten an einer deutschen Universität die Positionen cartesianischer Philosophie bei scharfsinniger Kritik der Fundamente der bisherigen Schulphilosophie. Unter seinen anfänglich zahlreichen Gegnern war der Gießener Professor der Theologie, Peter Haberkorn, der entschiedenste, während andere sich zunehmend aufgeschlossener zeigten. 
Am 3. Mai 1677 wurde Kahler außerordentlicher Professor für Metaphysik und am 1. Dezember desselben Jahres erhielt er den Lehrstuhl für Logik an der Universität Rinteln. Am 26. Februar 1678 wurde er zudem ordentlicher Professor für Mathematik und am 4. Januar 1683 auch noch für Theologie. Nachdem er dort am 20. September 1683 zum Dr. theol. promoviert worden war, wurde er 1697 zum Primarius (1. Professor) für Theologie und zum ehrenamtlichen Universitätsbibliothekar ernannt. Am 17. Mai 1729 starb er als Rector Maginificus während eines Aufenthaltes auf seinem Landgut in Pyrmont, wo er auch begraben wurde.
Johann Kahler war eine herausragende Persönlichkeit der Universität in den Zeiten nach dem Dreißigjährigen Krieg. Er lehrte mehr als 52 Jahre in Rinteln, war unter anderem für sein phänomenales Gedächtnis bekannt und wohnte im Eckhaus Klosterstraße 31. Die „Kahlergasse“ in Rinteln erinnert bis heute an ihn.

## Familie
Kahler verheiratete sich mit Anna Margaretha Judenherzog (* 25. Februar 1668; 1734 in Pyrmont), Tochter des waldeckischen Rentmeisters Bernhard Judenherzog. Aus der Ehe gingen zehn Kinder hervor, wovon vier Töchter und zwei Söhne den Vater überlebten. Von den Kindern kennt man:
- Georg Ludwig Kahler, Arzt und Theologe
- Bernhard Christian Kahler († 24. Februar 1736 in Schlangen)
- Anna Margarethe Kahler († 1732 Pyrmont)
- Maria Elisabeth Kahler
- Catharina Magdalena Kahler verh. Bodener und Groeling
- Sophia Dorothea Kahler
- Johann Samuel Kahler († 10. August 1771 Detmold), Postsekretär in Herford

## Werke (Auswahl)
- Diss. de intelligentiis. Gießen 1669 (Präside Mag. Thomas Theodor Cruse)
- Diss. de praedicatione personali. Gießen 1672 (Resp. Johann Peter Moss)
- Diss. philos. de motu terrae. Gießen 1672 (Resp. Johann Justus Neander)
- Diss. de paradoxa Cartesii philosophia. Gießen 1673 (Resp. Johann Joel Milchsack)
- Diss. de astromantia. Gießen 1674 (Resp. Johann Daniel Köppel)
- Diss. de daimonioleptois. Gießen 1675; ebd. 1710 (Resp. Johann Christoph Hoffbauer; Online)
- Diss. de divinationibus. Gießen 1676 (Resp. Jeremias Feiner)
- Diss. de dictamine redtae rationis, indeque deducto jure hominis in se ipsum. Gießen 1676 (Resp. Justus Simon Helffmann)
- Diss. de caussa morali. Rinteln 1679 (Resp. Justus Hermann Alberti)
- Diss. de intelligentiis. Rinteln 1679 (Resp. Anton Heinrich Keiser)
- Diss. de Oceano, ejus proprietatibus & motibus. Rinteln 1679 (Resp. Johann Henrich Steuber)
- Quaestiones quaedam miscellaneae. Rinteln 1679 (Resp. Georg Heinrich Heilmann)
- Variae ex Mathesi aliisque Philosophiae partibus depromtae quaestiones. Rinteln 1680 (Resp. Christian Albrecht Wilhelmi)
- Diss. de cometis, eorumque generatione, figura, motu Lumine et prognosticis. Rinteln 1681 (Resp. Hermann Barckhausen, Online)
- Diss. de Deo. Rinteln 1681, ebd. 1712
- Diss. de libertate Dei. Rinteln 1681
- Diss. geogr. de terra ejusque figura, magnitudine, motu et loco in universo, interiori structura, divisione ac quibusdam in ea occurrentibus phoenomensis. Rinteln 1682 (Resp. Henrich Ludwig Benthius)
- Diss. catoptrica, de reflexione luminis ejusque effectu. Rinteln 1682 (Resp. Johann Ludwig a Baumbach)
- Progr. in funere Johann Otto Henckelii etc. Rinteln 1683
- Diss. de blasphemia in Spiritum S. Rinteln 1684
- Diss. de immutabilitate electionis. Rinteln 1685
- Diss. de statu damnatorum. Rinteln 1686
- Diss. de signis consummationem seculi praecedentibus. Rinteln 1687
- Illuminare s. diss. solennis pro consequendo gr. Magist. Hertungi Henningi Hardingii, Rector. Scholae Hamelens, & Jo. Dan. Prange, Bückeb. Rinteln 1688
- Diss. theol. de injuriis non retaliandis. Rinteln 1689, ebd. 1714
- Augustana confessio, XX. dissertationibus publicis in academia Rintheliana proposita. Rinteln 1694 (Online)
- Altera pars Augustanae confessionis de abusibus mutatis. Rinteln 1696 (Online)
- Augustana Confessio XX dissertatt. proposita. Rinteln 1694, ebd. 1715
- Dissertatio Tertia Super alter. Part. Aug. Confess. Ex. Artic. Ill. De Missa. Rinteln 1695 (Resp. Hermann Adolph Müller; Online)
- Aug. Conf. P. altera, VII Dissertatt. proposita. Rinteln 1696
- Pentas dissertationum theologg. de imputatione peccati alieni et speciatim adamitici. Rinteln 1696
- Diss. de gradibus prohibitis, ad Levit, XVIII, 6-18. Rinteln 1700 (Resp. David Dieter Schirre)
- Diss. theol. de polygamia. Rinteln 1700 (Resp. Conrad Christoph Neuburg; Online)
- Diss. de praedicatione evangelii universali. Rinteln 1700
- Diss. hist theol solenn. de haeresi enthusiastarum abominabili. Rinteln 1703 (Resp. Johannes Jacob Fenner; Online)
- Diss. de perfectione renatorum. Rinteln 1704 (Resp. Anton Friedrich Steding)
- Diss de moralitate sabbati christiani. Rinteln 1704
- Collegium theologicum, christianae fidei ca. pita summatim tradens et XV dissertatt. publicis propositum. Rinteln 1688, ebd. 1704 (Resp. Michael Müller (Mellendorf))
- Dissertatio Theologica, De Reqvisitis Ministrorum Ecclesiæ. Rinteln 1710 (Resp. Mag. Johann Christian von Mithoffen; Online)
- Articuli Smalcaldici XVII dissertatt, propositi. Rinteln 1710
- Articuli Augustanae Confessionis de mutatis abusibus, VII Dissertatt. publicis propositi. Rinteln 1711
- Diss. de gratia conversionis omnibus hominibus oblata ex Actor. XVII, 30. Rinteln 1712 (Resp. Ludolph. Henr. Witter)
- Diss. de transfiguratione Satanae in angelum lucis, ad 2 Cor.. XI, 14. Rinteln 1713 (Resp. Otto Ludwig Leisemann)
- Diss. I de definitione geoggraphiae ejusque divisione et globo terraqueo. Rinteln 1713 (Resp. Wigand Kahler)
- Diss. II de telluris structura, magnitudine et praecognitis quibusdam geometricis in geographia necessariis. Rinteln 1714 (Resp. Wigand Kahler)
- Diss. theol. inaug. de consequentiis theologicis. Rinteln 1714 (Resp. Christian Ebeling; Online)
- Diss. de anima humana corpori superstite, ex Eccles. XII, 7. Rinteln 1715 (Resp. Johann Friedrich Bödicker)
- Theologum docentem, qua nomen, officium, docendique rationem. Rinteln 1715 (Resp. Johann Georg Leigh (Weißenfels); Online)
- Diss. de circulis in sphaera et mappis geographicis, item de Zonis, parallelis et climatibuus antiquorum, nec non de habitatoribus diversarum zonarum eorumque appellationibus. Gießen 1719 (Resp. Wigand Kahler)
- Theologus docens, diss. qua nomen, officum, docendique ratio delineatur. Rinteln 1715 (Resp. Johann Christian Hopff)
- Dissertatio Philo-Theosophica de linguis et scientiis, theologiae ancillantibus. Rinteln 1720 (Resp. Johann Christian Hopff; Online)
- Dissertatio Theologica De Obligatione Ordinationum Ecclesiasticarum : Cum Apparatu Agendorum. Rinteln 1721 (Resp. Hermann Caspar König; Online)
- Diss. de jure Dei puniendi posteros ob delicta majorum. Rinteln 1728 (Resp. Anton Ulrich Liesdorff)